# Грајмсланд (Северна Каролина)
Грајмсланд (енгл. Grimesland) град је у америчкој савезној држави Северна Каролина.

## Демографија
По попису из 2010. године број становника је 441, што је 1 (0,2%) становника више него 2000. године.
| Група             | 2000.       | 2010.       |
| Белци             | 271 (61,6%) | 255 (57,8%) |
| Афроамериканци    | 128 (29,1%) | 147 (33,3%) |
| Азијати           | 1 (0,2%)    | 0 (0,0%)    |
| Хиспаноамериканци | 39 (8,9%)   | 34 (7,7%)   |
| Укупно            | 440         | 441         |